# پائولو پدرتی
پائولو پدرتی (ایتالیایی: Paolo Pedretti; ۲۲ ژانویهٔ ۱۹۰۶ – ۲۲ فوریهٔ ۱۹۸۳) دوچرخه‌سوار اهل ایتالیا بود.
وی در مسابقات کشوری و بین‌المللی در مجموع برندهٔ ۱ مدال طلا شده‌است.